# 스즈키 마고이치

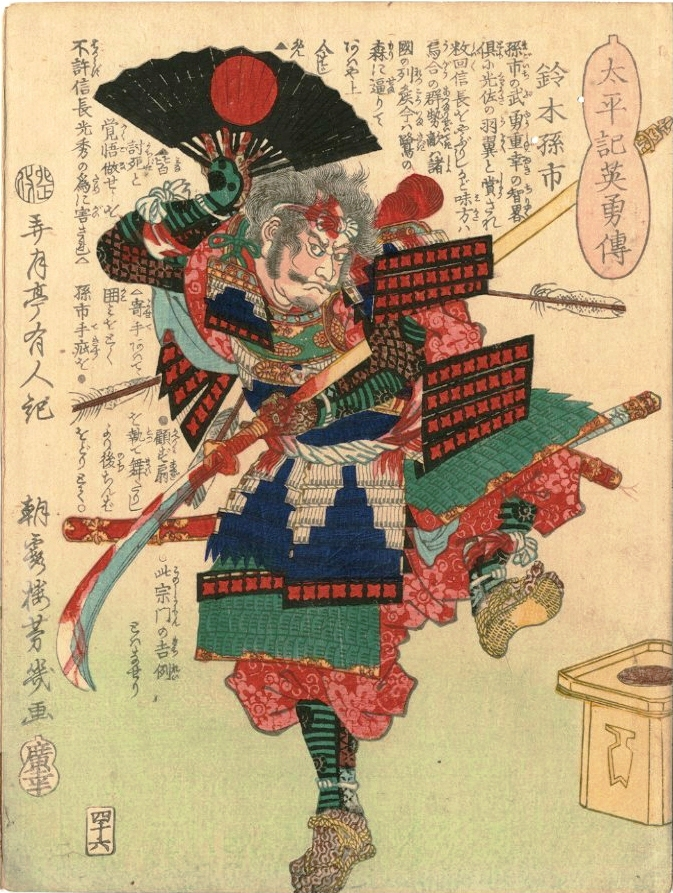
스즈키 마고이치

스즈키 마고이치(일본어: 鈴木孫一, 1534년? ~ 몰년 미상)는 사이카슈(雑賀衆)의 우두머리이다. 사이카 마고이치(雑賀孫一)란 이름으로 알려져 있지만, 마고이치(孫市)라고 쓰인 사료도 있다.
스즈키 마고이치는 사이카 용병집단 우두머리에 대한 별칭이다. 스즈키 마고이치로 대표적인 사람은 스즈키 시데히데(1546년 ~ ?)이다. 그는 사이카라고 불리곤 해서 스즈키 대신 사이카라는 이름이 되었다. 마고이치라는 이름은 일본 철포 용병단의 후계자에게 계승되던 이름이었다. 즉, 스즈키 시데히게에서 ‘사이카’란 별칭으로 바뀌었고, ‘마고이치’라는 직책 이름이 붙어서 ‘사이카 마고이치’가 되었다. 그런데 본래는 스즈키 씨이었기 때문에 사이카 마고이치, 스즈키 마고이치, 두 가지로 이름이 전승되었다. 그는 일본 철포 용병단의 지휘자였고, 일본 막부와도 관계가 좋지 않았다. 마고이치란 이름으로 유명한 사이카슈의 두령은 세 명이 있다. 스즈키 사다유, 스즈키 시게히데, 스즈키 시게도모가 있다.

## 사이카슈 두령들

### 스즈키 사다유
사다유는 사이카패의 두령으로써 혼간지 겐뇨와 연합하여 오다 노부나가에게 대항하였으며, 주로 내정 부분에서 활동하였고, 전투는 아들이 시게히데가 담당하였다. 사다유는 노부나가에게 항복한 이후 도도 다가토라의 모략으로 말미암아 할복하였다.

### 스즈키 시게히데
두 번째로 마고이치로 불린 인물이자, 전투부분에서 활약한 시게히데가 있다. 시게히데는 사이가패를 이끌고 여러 전투를 누볐으며, 노부나가에게 협력한 적도 있었다. 그러나 혼간지가 노부나가와 적대시하게 된 이후에는, 노부나가군을 끊임없이 괴롭혔다. 그 후 노부나가의 부하인 니와 나가히데의 의해서 전멸의 위기에 처하였지만, 혼노지의 변으로 노부나가가 급사하여서 전멸의 위기를 넘기었다. 그러나 그 후 도요토미군의 의해서 사이카패는 섬멸되었고, 시게히데는 도요토미를 따르게 된다.

### 스즈키 시게도모
세 번째로 불린 마고이치는 시게히데의 아들인 시게도모가 있다. 시게도모는 시게히데를 이어서 도요토미가를 따랐으며, 조선의 출병도 하였고, 세키가하라 때는 서군의 가담하여서 토리이 모토타다를 죽이는 공을 세우기도 하였다. 그러나 서군이 패하자 낭인으로 지내다가 다테 마사무네의 알선으로 미토 도쿠가와가의 사격 사범이 되었다. 그리고 이중에서 가장 유명한 마고이치는 두 번째에 시게히데이다.

## 그의 무덤
와카야마현(和歌山?) 와카야마시 히라이의 렌죠사(蓮?寺) 내에 마고이치의 묘라고 전해지는 것이 있으며, 법명은 「샤쿠호우세이(釋法誓)」(묘비에는 「텐쇼 17년(1589년) 5월 2일」이라고 되어 있다). 미에현(三重?) 쿠마노시(熊野市)에는 마고이치 임종의 땅으로서 공양탑이 있다. 이곳의 법명은 「샤쿠코우토쿠(釋??)」이다. 「사이카에 살던 히라이 마고이치로 후지와라 요시카네(平井孫市?藤原義兼)」라고 기록되어 있다. 그러나 사이카 스즈키씨는 호즈미(?積) 성을 칭하고 있으므로 후지와라 성을 자칭하고 있는 이 무덤의 주인과는 다른 인물일 가능성이 높다.
이 묘의 주인은 아마다 사이카 용병집단 우두머리 중 '히라이 마고이치로(平井孫市)'라고 불리던 스즈키 시게카네(령목중겸,令木重兼 1540년 ~ ?)일 가능성이 높다. 그는 주로 전장이 아닌 부족간의 화평과 단합 등 배후에서 정치공작을 담당했다고 한다. 이 묘는 스즈키 시게카네의 묘임이 확실시 되고 있다. 묘에 서술된 히라이 마고이치로(평정손시,平井孫市)라는 수식과 카네(겸,兼)라는 이름이 일치한다.

## 김충선과 동일 인물설
일본 역사 소설가 고시카 지로는 그의 저서 바다의 가야금에서 사이카 마고이치가 일본을 배신하여 조선에 귀화한 김충선과 동일 인물이라고 주장하였다.
김충선으로 지목되는 ‘사이카 마고이치’(일본 사이카 조총 용병집단 우두머리의 별칭)가 진짜 김충선이었다면, 자신을 본명(스즈키氏) 대신에 사이카라고 소개했을 가능성이 높다. 또한 유력 다이묘가 아닌 시골 변두리 호족집단이었던 까닭에 (雜賀,잡하)라는 한자를 몰랐을 가능성이 높다. 또한 그의 입장에서는 조선은 외국이므로 한자권이면 다 뜻이 통한다는 것을 간과한 체, 조선사람을 시켜 편지를 썼을 가능성이 높다. 대필해주는 사람에게 사이카라고 대답했다면 듣는 조선 사람입장에서는 조선식 표음대로 한자를 썼을 가능성이 다분하다. (사이카,雜賀 -> 사야가,砂也可)
1571년생인 김충선은 아마 선대 마고이치가 아닌 1585년 사이카 멸망(하시바 히데요시의 가신 도도 다카토라에 의해 멸망함) 이후 물려받은 후대 사이카 마고이치일 가능성이 있다. 또한 사이카 패당이 멸망했다는 것은 더 이상 수장끼리 서로 물려받을 권위도 사라지는데, 그가 호족 출신이 아닌 그저 사이카 마을 출신이라 사이카라고 칭했을 가능성도 있다. 하지만 김충선이 철포 제작 지식을 전수해 줬다는 조선왕조실록 기록으로 볼 때, 철포 제작 기술은 사이카 마을의 비기로써 전해지는 것으로, 단순한 사이카 마을 일개 사무라이일 가능성은 미미하다. 또한 단위 부대를 이끌고 투항했기 때문에 어느 정도 고위급 인사라는 걸 방증한다. 결론은 김충선은 사이카 마을의 우두머리 일족이었던 스즈키 가문일 가능성이 높다고 할 수 있다.

## 같이 보기
- 구마노시